# Reuterhof (Straße)
Der Reuterhof war eine Straße in Magdeburg im heutigen Sachsen-Anhalt. Nach Zerstörungen im Zweiten Weltkrieg wurde die Straße aufgegeben.

## Lage und Verlauf
Die kleine Straße befand sich in der Magdeburger Altstadt. Sie führte von der Großen Schulstraße, der heutigen Julius-Bremer-Straße, nach Süden zur Georgenstraße. 
Eigene Hausnummern hatte die sehr kurze Straße nicht. Die beidseitige Bebauung gehörte jeweils zu den angrenzenden Straßen. 
Heute ist der Bereich des Reuterhofs Teil des Parkplatzes westlich von Karstadt und des Grünstreifens an der Julius-Bremer-Straße.

## Geschichte
Der Reuterhof, als kurzer und schmaler Gang, war noch bis in das 19. Jahrhundert unbenannt. 1873 erfolgte eine Benennung als Reuterhofgang. Die Bezeichnung Reuterhof nahm Bezug auf das benachbarte Haus Große Schulstraße 15, den Reuterhof. Er diente in der Vergangenheit als Dienstsitz der städtischen Reiter (Reuter). Der ursprüngliche Zusatz Gang beschrieb die räumliche Situation treffend, fiel jedoch später weg. Auf der Ostseite der Gasse befand sich das Georgenstift.
Während des Zweiten Weltkriegs wurde auch der Bereich des Reuterhofs zerstört. In der Zeit der DDR erfolgte ein Wiederaufbau der Innenstadt, der sich in weiten Teilen nicht an die historische Stadtstruktur hielt. Der Reuterhof wurde dabei aufgegeben und der Bereich als Teil des Parkplatzes hinter dem Centrum-Warenhaus, dem heutigen Karstadt genutzt.
Am 10. Dezember 1992 beschloss der Stadtrat die Aufstellung eines Bebauungsplans, der auch das Gebiet des ehemaligen Reuterhofs umfasste. Die Planungsziele wurden 1994 im Hinblick auf konkrete Projekte von Investoren angepasst. Letztlich kam es jedoch nicht zur Umsetzung. Auch eine weitere Aktualisierung der Planungsziele und des Geltungsbereiches im Jahr 2008 führte nicht zur Umsetzung von Projekten. Am 14. September 2023 beschloss der Stadtrat die Fortführung des Verfahrens und eine erneute Anpassung der Planungsziele in Bezug auf den 2022 beschlossenen Rahmenplan Innenstadt. Mit Änderungsantrag des Stadtrates Olaf Meister wurde beschlossen, soweit sinnvoll möglich, eine Anlehnung an die im Plangebiet ursprünglich bestehenden Straßenzüge, Baugrenzen und Parzellierungen vorzunehmen, so dass eine Wiederanlegung des Reuterhofs in der Diskussion ist.